# Coronado (2003)
Coronado ist ein US-amerikanisch-deutscher Abenteuerfilm von Claudio Fäh aus dem Jahr 2003.

## Handlung
Claire Winslow reist in die Schweiz, wo sie ihrem Verlobten Will Gallagher einen Brief übergeben und bei Gelegenheit mit ihm etwas Zeit verbringen will. Gallagher ist jedoch verschollen. Winslow öffnet den Brief, in dem das mittelamerikanische Land Coronado erwähnt wird. Sie reist spontan dorthin.
In Coronado herrscht Bürgerkrieg; ein Flügel des Hotels, in das Winslow eincheckt, wird von den Rebellen gesprengt. Der Fernsehreporter Arnet McClure hilft ihr bei der weiteren Suche. Er willigt ein, sie für 500 US-Dollar in das Hauptquartier der Rebellen zu bringen. Die Gruppe fährt auf dem Weg dorthin durch das Heimatdorf des Rebellenanführers Rafael, das von den Regierungstruppen zerstört wurde. Nur die kleine Schwester von General Rafael überlebte.
Die Gruppe überquert vorsichtig mit ihrem Lastkraftwagen eine hölzerne Brücke, die im Begriff ist, unter der Last zusammenzubrechen. Sie wird von einem Regierungsflugzeug beschossen, Teile der Brücke werden dabei zerstört. Winslow fällt in den Fluss, sie wird später am Flussufer von den Rebellen gefunden und in das Hauptquartier gebracht.
Im Quartier stellt sich heraus, dass Gallagher im Auftrag der US-Regierung die Rebellen mit Waffen beliefert. Winslow fühlt sich betrogen und schlägt ihn.
Die Rebellen planen den Generalangriff auf die Hauptstadt. Drei Hubschrauber sollen von einem Schiff die von Gallagher gelieferten Waffen bringen. Gleichzeitig sollen Gallagher, McClure und Winslow in die Hauptstadt eindringen, den Sender übernehmen und den aufgezeichneten Aufruf Rafaels zum Aufstand ausstrahlen.
Die vermeintliche Lieferung erweist sich als eine Falle, die Hubschrauber der Rebellen werden zerstört. Gallagher erweist sich als ein Geheimagent der Regierung, McClure und Winslow werden verhaftet. McClure soll im Hof des Präsidentenpalastes exekutiert werden. Die Rebellen greifen an, vor dem Präsidentenpalast stehen jedoch Panzer der Regierung. Die Luftwaffe der Rebellen zerstört die Panzer, die Palastanlage wird erstürmt. Winslow rettet im letzten Augenblick McClure das Leben.

## Kritiken
Das Lexikon des internationalen Films bezeichnete den Film als einen „oberflächlichen Söldner- und Abenteuerfilm“, der „sein Heil in einer Vielzahl von computeranimierten Effekten sucht“. Er biete Unterhaltung „auf dem Niveau eines Computerspiels“.
Die Zeitschrift TV direkt 8/2007 schrieb, der Film sei „B-Magerquark ohne jeglichen Nährwert“.
Auch das Magazin Fernsehen Heute vom Februar 2005 beschreibt den Film als „Akkumulation voraussehbarer und übertriebener Aktion-Szenen ohne jeglichen Inhalt und Realitätsbezug“.

## Hintergrund
Die Produktionskosten betrugen schätzungsweise 4,7 Millionen US-Dollar. Der Film hatte seine Weltpremiere am 16. August 2003 auf dem Filmfest Hamburg.